# Джеммаль (округ)
Джеммаль (араб. معتمدية جمال) — округ в Тунісі у регіоні Сахель. Входить до складу вілаєту Монастір. Центр округу — м. Джеммаль. Станом на 2004 рік загальна чисельність населення становила 55272 особи.